# Archiv für deutsche Polarforschung
Das Archiv für deutsche Polarforschung (AdP) archiviert nach Maßgabe des Bremischen Archivgesetzes das Archiv- und Sammlungsgut der Forschungsfelder Polar- und Meeresforschung. Das AdP ist als Abteilung der Institutsbibliothek am Alfred-Wegener-Institut in Bremerhaven angesiedelt und dokumentiert auch seine Geschichte. Der Umfang umfasst ca. 400 laufende Meter Archivgut (Stand 2019).
Das Archiv ist öffentlich und kann von jedem genutzt werden.